# Allerton Priory
Allerton Priory, Liverpool, Inglaterra, es un edificio catalogado de grado II * diseñado por Alfred Waterhouse.
Una casa originalmente conocida como Allerton Lodge, pero más tarde Allerton Priory, se construyó en la propiedad a principios de 1800 para William Rutson, un comerciante de Liverpool. En 1866, John Grant Morris, propietario de una mina de carbón, compró la propiedad y encargó al arquitecto Alfred Waterhouse la reconstrucción de la casa.

En 1897, un monseñor Nugent (1822-1905) fundó una Casa de la Providencia (Asilo Magdalen), que era administrada por monjas como un refugio para niñas irlandesas solteras. En 1915, las Hermanas establecieron una Escuela (residencial) para Necesidades Educativas Especiales (niñas). Fue certificado temporalmente el 18 de mayo de 1916 para 15 niñas, luego volvió a certificarse en 1917 como escuela industrial especial Allerton Priory para niñas mentalmente defectuosas menores de 15 años. Dejó de ser una escuela del Ministerio del Interior en 1933. Las monjas poseyeron la propiedad hasta 1986..
La propiedad luego fue comprada por Danny Mullholland y convertida en un asilo de ancianos. Fue administrado por una familia local hasta 1994/95, pero desde entonces se ha convertido en apartamentos de lujo. Alrededor de 2010 fue una locación de filmación de la exitosa serie de televisión House Of Anubis de Nickelodeon. 